# The Halo Trees
The Halo Trees sind eine Indie-Rock-Band aus Berlin, die um das Jahr 2016 herum von Sascha Blach gegründet wurde, der zuvor in Bands wie Transit Poetry, Despairation, Lighthouse in Darkness, Eden weint im Grab oder Aethernaeum tätig war.

## Geschichte
The Halo Trees entstand zunächst als Studioprojekt. 2018 erschien die 5-Track-Debüt-EP Time and Tide Wait for No Man inklusive der Counting-Crows-Coverversion Colorblind, gefolgt vom ersten Album Antennas to the Sky im Jahr 2019, an denen außer Blach die Musiker Kathrin Bierhalter (Geige, Gesang), Serdar Uludag (Bass) und Christian Sievers (Schlagzeug) beteiligt waren. Sievers verließ die Band nach den Aufnahmen und wurde von Stefan Helwig ersetzt. Promotet wurde das Album u. a. mit den beiden Videos zu King of Frowns, das in Venice Beach in Los Angeles gedreht wurde und eine Hommage an die Serie Californication darstellt sowie Bullet for Peace, das im Joshua-Tree-Nationalpark in Kalifornien entstand. 2021 folgte das zweite Album Summergloom, das noch mit Kathrin Bierhalter und Serdar Uludag aufgenommen wurde, jedoch waren diese zum Zeitpunkt der Veröffentlichung schon aus der Band ausgeschieden – aus privaten Gründen, hieß es. Das Album „Summergloom“ schaffte es für die Höchstdauer von 8 Wochen in den Deutschen Alternative Charts (DAC) zu bleiben. Produziert wurde der Longplayer wie die Vorgänger-Releases von Sascha Blach im Winter Solitude Studio in Berlin. 2022 folgte die EP Reverberations of a Gloomy Summer, die Songs aus den „Summergloom“-Sessions enthält, die es aber auf das Album nicht geschafft haben.

## Rezeption
Das Debütalbum Antennas to the Sky wurde in der Fachpresse zumeist mit düsteren Indie-Rock-Bands verglichen. So schreibt das OX-Fanzine, der musikalische Fokus liege auf „tiefen und melancholischen Songs, oft im Geiste von Americana instrumentiert, in einem Mikrokosmos in Moll zwischen The National, Woven Hand, Element Of Crime und Mark Lanegan.“, während das Classic Rock die Musik als „eine Mischung aus The National und Nick Cave“ bezeichnet.
Das Nachfolgeralbum Summergloom ist einer Rezension des Sonic Seducer Magazins zufolge „verspielter“ und es wird festgestellt: „The Halo Trees sind weder Epigonen noch Innovatoren, aber eine Band mit einem feinen Gespür für Stimmungen und einem Händchen für ansprechende Lieder.“ Das Amboss Magazin wiederum stellt fest, dass „nun anspruchsvollere harmonische Konstruktionen und einige rhythmische Eigenheiten die Komplexität“ erhöhen.

## Diskografie

### Alben
- 2019: Antennas to the Sky (CD/Vinyl; Winter Solitude Production)
- 2021: Summergloom (CD/Vinyl; Winter Solitude Production)
- 2024: Where The Deep Ends (COP International)

### EPs
- 2018: Time and Tide Wait for No Man (CD; Winter Solitude Production)
- 2022: Reverberations of a Gloomy Summer (CD; Winter Solitude Production)

## Musikvideos
- 2018: Time and Tide Wait for No Man
- 2018: Hours Pass in Vain
- 2018: Colorblind
- 2019: King of Frowns
- 2019: Bullet for Peace
- 2019: Hipsters & Whores
- 2021: Leave No Fear
- 2021: Dark Clouds over London
- 2021: Invisible
- 2021: Birdsong
- 2022: Wanderlust